# Locomotiva FS 981

Una locomotiva 981.007 nella vecchia stazione di Cosenza

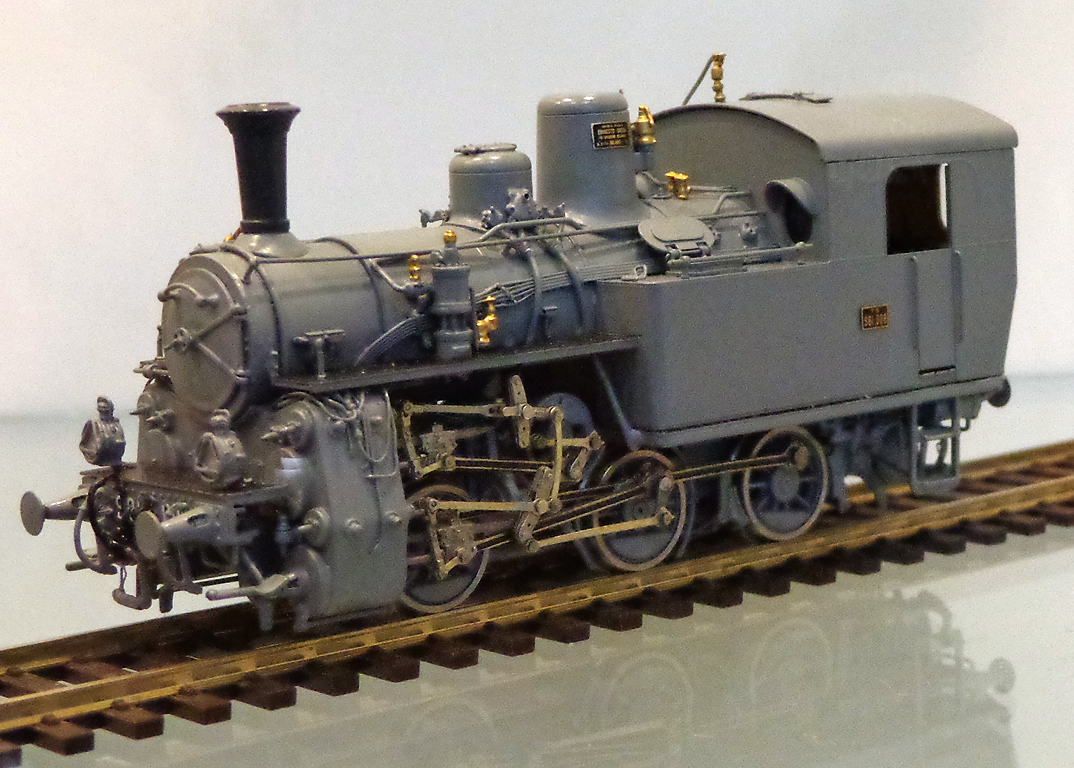
Modello in scala H0 di una locomotiva 981, esposto alla fiera Hobby Model Expo del 2012

La locomotiva Gruppo 981 è una locotender a vapore per ferrovie a scartamento normale con cremagliera.

Ha rodiggio 0-3-0 ed era in uso alle Ferrovie dello Stato italiane.

## Storia
Le locomotive del gruppo 981 nacquero a seguito dell'esigenza di migliorare la prestazione nella tratta a cremagliera della ferrovia Paola–Cosenza visto il risultato deludente del precedente gruppo 980, in servizio dall'apertura della linea, che costringeva in certi casi alla doppia trazione in salita.
Vennero costruite, in numero di otto, nel 1922 dalla Breda che aveva ottenuto dalla SLM la licenza per costruirle in Italia e, immatricolate con la numerazione da 981.001 a 981.008, furono assegnate al Deposito Locomotive di Cosenza.
La 981 004 è esposta al DLF Dopolavoro ferroviario nella città di Paola
La locomotiva 981.001 è esposta presso il museo ferroviario piemontese a Savigliano (cn), in attesa di restauro estetico.
La 981 005 risulta essere alle OGR di Foligno in attesa di restauro
La 981 008 si trova a Pistoia, di proprietà italvapore, in attesa di restauro.
La 006 è stata demolita nel Febbraio 2019 per via di un avanzato stato di deterioramento

## Tecnica
Le locomotive del gruppo 981 rappresentano la versione a vapore surriscaldato e a doppia espansione delle locomotive del gruppo 980 di cui riprendono l'impostazione generale. L'applicazione del surriscaldatore ha comportato una serie di modifiche le cui più importanti hanno riguardato la caldaia e il meccanismo motore. Ciò ha consentito un deciso guadagno di potenza continuativa, alla velocità di 30 km/ora, che è passata dai 440 hp della 980 ai 530 hp della 981, con uno sforzo di trazione di 14.300 kg, superiore quindi di ben 4.300 kg.
Il peso, a pieno carico, in servizio delle 981 con 4 metri cubi di acqua e 1 tonnellata di carbone era di 47,2 tonnellate, che scendevano a 43,3 t. con le scorte al minimo. Il peso aderente era coincidente con i due valori, essendo la locomotiva a piena aderenza.
Il meccanismo della ruota dentata era indipendente dal motore principale e veniva pertanto azionato solo quando la locomotiva si trovava a percorrere i tratti armati a dentiera. In tali situazioni la macchina funzionava con il sistema compound, ovvero a doppia espansione: il motore della ruota dentata era  alimentato con il vapore di scarico proveniente dal motore principale, azionato dal vapore ad alta pressione proveniente direttamente dalla caldaia.
Pur essendo alimentato con vapore a bassa pressione, il motore della dentiera aveva però cilindrata identica rispetto al motore principale (ordinariamente, nei motori compound, i cilindri di bassa pressione hanno diametro alquanto maggiore rispetto a quello di alta pressione). Per compensare il minor diametro, i cilindri di bassa pressione compivano allora un po' più del doppio delle corse dei cilindri di alta pressione; la ruota dentata era perciò collegata al motore tramite una trasmissione ad ingranaggi che ne portava la velocità di rotazione a corrispondere a quella delle ruote.
Oltre all'ingranaggio per la cremagliera, le locomotive erano anche equipaggiate con una seconda ruota dentata, normalmente folle sul primo asse accoppiato, che veniva resa solidale con questo per effettuare la frenatura in discesa; a questo freno si aggiungeva un freno a nastro, agente sull'albero motore della cremagliera, ed un freno a repressione d'aria sistema Riggenbach, che in pratica faceva lavorare il motore come compressore. In più era presente il solito freno continuo ad aria compressa, che agiva sulle ruote del quarto asse. In tutti i convogli, infine, era presente una carrozza freno munita di ruota dentata.
Alla soppressione della linea Saline-Volterra, tutte le locomotive del gruppo sono state riunite sulla Paola-Cosenza, sulla quale hanno continuato il servizio fintantoché è esistito un debole traffico merci ed un servizio viaggiatori con una carrozza diretta da e per Roma; alla cessazione di questo tutte le unità sono state accantonate, poiché il servizio viaggiatori poteva essere disimpegnato da automotrici Diesel, anch'esse ad aderenza artificiale. Permaneva in servizio la sola 981.005, utilizzata sporadicamente per treni speciali e d'agenzia.
In seguito all'apertura di una lunga variante in galleria, la linea a cremagliera Paola-Cosenza è stata definitivamente chiusa il 31 luglio 1987.
La velocità massima della locomotiva era di 40 km/orari nell'esercizio normale e di 15 km/orari nei tratti armati a dentiera.
La frenatura era assicurata da quattro tipi di freno:
- Freno a repressione, sistema Riggenbach, da usare per la regolazione della velocità in discesa nei tratti a dentiera[1].
- Freno a ceppi, azionato a mano, sulla ruota dentata agente sulla cremagliera.
- Freno a nastro, azionato a mano, sul meccanismo motore.
- Freno a ceppi, ad aria compressa, agente sulle ruote accoppiate posteriori e sul treno.

Le locomotive erano fornite di apparecchiature per il riscaldamento a vapore del treno.